# باشگاه فوتبال مالامپا ریوایورز
مالامپا ریوایورز یک باشگاه فوتبال از لگانویل، وانواتو است. این باشگاه موفق‌ترین باشگاه وانواتو خارج از پورت ویلا است.

## تاریخچه
مالامپا ریوایورز در سال ۲۰۱۰ توسط الدر شم داهماسینگ، به عنوان یک وزارت جوانان در برنامه انجمن جوانان کلیسای پروتستان سنتناری، در ساراکاتا در لگانویل تأسیس شد. تمرکز این باشگاه بر ارتقاء و تربیت جوانان در جنبه‌های مذهبی، همراه با فوتبال است. اکثر بازیکنان فعلی هنوز در انجمن جوانان کلیسای پرزبیتری حضور دارند. در سال ۲۰۱۵، باشگاه مالامپا ریوایورز پس از پیروزی ۲-۱ مقابل باشگاه برتر پورت ویلا، ایفیرا بلک برد، به فینال سوپر لیگ ملی وانواتو ۲۰۱۵ رسید. در فینال آنها به آمیکال شکست خوردند اما به دلیل فرمت جدید لیگ قهرمانان اقیانوسیه، که در آن تصمیم گرفته شده است که دو باشگاه وانواتو در لیگ قهرمانان اقیانوسیه بازی کنند، آنها نیز به لیگ قهرمانان راه یافتند.

## افتخارات
- سوپر لیگ ملی وانواتو: ۱ قهرمانی
- دسته برتر لیگ لگانویل: ۳ قهرمانی
- جام بریسک: ۲ قهرمانی
- جام جولز: ۱ قهرمانی
- جام استقلال: ۲ قهرمانی